# 伊藤達哉 (バスケットボール)
伊藤達哉（いとう たつや、1994年11月26日 - ）は、千葉県船橋市出身のバスケットボール選手である。ポジションはポイントガード。身長173cm、体重72kg。広島ドラゴンフライズ所属。

## 来歴
船橋市立前原小学校（前原中野木MBC）、京北中学校、洛南高等学校を経て、東海大学を卒業
2017年2月、京都ハンナリーズに入団。
2016-2017シーズンはケガのため試合出場なし。
2019年オフ、大阪エヴェッサへ移籍。
2021年オフ、名古屋ダイヤモンドドルフィンズへ移籍。
2024年オフ、琉球ゴールデンキングスへ移籍。
2025年オフ、広島ドラゴンフライズへ移籍。

## 経歴
船橋市立前原小学校（前原中野木MBC）- 京北中学校 - 洛南高等学校 - 東海大学 - 京都ハンナリーズ - 大阪エヴェッサ - 名古屋ダイヤモンドドルフィンズ - 琉球ゴールデンキングス - 広島ドラゴンフライズ

## 記録
| シーズン   | チーム | GP | GS | MPG  | FG%  | 3P%  | FT%  | RPG | APG | SPG | BPG | TO  | PPG |
| ---------- | ------ | -- | -- | ---- | ---- | ---- | ---- | --- | --- | --- | --- | --- | --- |
| B1 2016-17 | 京都   | 0  |    |      |      |      |      |     |     |     |     |     |     |
| B1 2017-18 | 京都   | 56 | 56 | 25.3 | .434 | .275 | .679 | 2.5 | 4.4 | 1.3 | 0.0 | 2.0 | 9.0 |

## 日本代表歴
- 2009年 U18日本代表 候補
- 平成26年度男子ユニバーシアード日本代表 候補
- 平成28年度男子ユニバーシアード日本代表[4]